# Oblężenie Poznania (1771)
Oblężenie Poznania – bitwa konfederatów barskich oblegających Poznań z siłami rosyjskimi broniącymi miasta, do której doszło w dniach 19–30 stycznia 1771. Była to ostatnia próba zdobycia Poznania przez siły konfederackie.

## Tło i przebieg
W marcu 1770 Poznań rządzony przez konfederatów barskich, został zajęty przez siły rosyjskie pod dowództwem Karola Rönnego. Wcześniej przednie straże kozackie pod wodzą barona Schlippenbacha wyparły resztki wojsk konfederackich, m.in. po potyczce pod Tarnowem Podgórnym. Strata miasta została uznana za wielką klęskę Konfederacji. Rönne, po objęciu dowództwa w Poznaniu, umocnił fortyfikacje, nałożył kontrybucje na mieszczan i zapędził część z nich do prac ziemnych. Poznań stał się punktem wypadowym do walk z oddziałami konfederackimi operującymi na terenie Wielkopolski. 

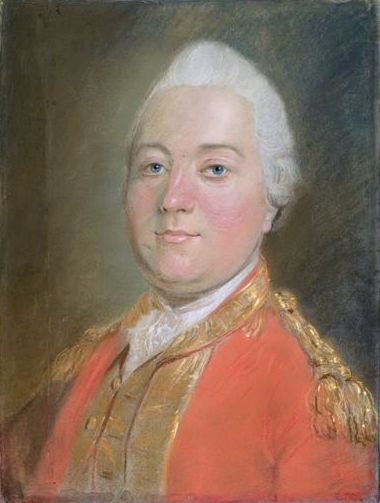
Józef Zaremba

Pierwszy w 1771, nieudany, atak przeprowadził Zaremba od strony Śremu nocą z 19 na 20 stycznia. Przez następne dwa dni wojska konfederackie przemieszczały się w pobliżu obwarowań nie czyniąc żadnych istotnych szkód Rosjanom. W trzecim dniu Zaremba zdecydował się otoczyć miasto. Czynił to jednak nieudolnie, co sprowokowało Rosjan do wypadu na Chwaliszewo, gdzie rozbili część oddziałów polskich. 23 stycznia konfederaci zwerbowali uzbrojonych w ostre narzędzia chłopów ze wsi podpoznańskich - mieli oni utorować drogę kawalerii, która dotąd nie radziła sobie dostatecznie w walce z okupantem. W tej sytuacji Rönne, dysponując niewielką, 400-osobową, załogą poprosił o rozejm na dni 24-26 stycznia. Uzyskał zgodę Zaremby, który zażądał oddania miasta i zgodził się na wymarsz Rosjan z bronią do Warszawy. Rönne nie przystał na takie warunki i starał się przygotować Poznań do dłuższej obrony. Zerwał też rozejm, paląc (rękami kozaków) przedmieścia: Groblę, Gąski, Piaski i Święty Marcin (łącznie 100 domów, z czego 61 na Grobli). Zwerbowani chłopi w międzyczasie uciekli.
Mimo zaczepnych działań Rosjan, Zaremba nie podejmował żadnych kroków zbrojnych i czekał na koniec rozejmu, co wykorzystał Rönne, prosząc o kolejny rozejm - na dni 28-29 stycznia. Pozbawiony woli walki Zaremba przystał na to rozwiązanie. Zażądał jedynie wypuszczenia wszystkich wziętych do niewoli konfederatów i zapłacenia przez miasto zaległych podatków. Rosjanie wypuścili wszystkich 95 uwięzionych konfederatów i szybko zebrali należne podatki, przekazując je Zarembie. Obiecali też nie przekazywać wziętych w przyszłości do niewoli konfederatów Prusakom. Po uzyskaniu powyższych celów, 30 stycznia, Zaremba niezwłocznie zakończył oblężenie i wycofał wojska. Po jego odejściu Rönne nakazał spalenie pozostałych przedmieść, aby uniemożliwić następne ataki, które już jednak nie nastąpiły.
Nieudolność podczas oblężenia poważnie osłabiła autorytet wojskowy Zaremby. Otarł się nawet o miano zdrajcy. Skrytykował go m.in. Jędrzej Kitowicz. Poważnie zniechęcił do siebie Kazimierza Pułaskiego.
Oddanie Poznania siłom rosyjskim oznaczało całkowite osłabienie konfederacji w Wielkopolsce.